# Острова Санта-Крус
Острова Санта-Крус (англ. Santa Cruz Islands) — группа островов в западной части Тихого океана. Административно входят в состав провинции Темоту меланезийского государства Соломоновы Острова.

## География
Острова расположены примерно в 400 км к юго-востоку от архипелага Соломоновы острова.
Возраст островов Санта-Крус, образовавшихся в результате столкновения Австралийской и Тихоокеанской плит, превышает 5 млн лет. Геологически острова состоят из известняка и вулканического туфа. Высшая точка группы расположена на острове Ваникоро (924 м).
Общая площадь суши группы составляет 747 км². Крупнейшими островами являются:
- Ваникоро (площадь 173,2 км², численность населения — около 800 человек).
  - Бание[англ.]
  - Теану[англ.] (Теваи)
- Нендо (площадь 505,5 км², высшая точка — 549 м, численность населения — около 5000 человек).
- Утупуа (площадь 69 км², высшая точка — 380 м, численность населения — около 300 человек).
- Мало

Крупнейший город островов Санта-Крус — Лата, расположенный на острове Нендо и являющийся административным центром провинции Темоту.

## История
Острова были открыты Альварой Менданьей де Нейра во время его второй тихоокеанской экспедиции в 1595 году.
Во время Второй мировой войны, в 1942 году у островов произошло авианосное сражение между Японским императорским флотом и флотом США.